# ألمى عنتابلي
ألمى مصطفى عنتابلي (مواليد 1984) صحفية ومذيعة سورية تعمل حاليا مذيعة أخبار في قناة سكاي نيوز عربية.

## سيرتها المهنية
تحمل بكالوريوس في الإعلام والعلاقات العامة .. بدأت مشوارها في الصحافة الإماراتية ثم انتقلت للعمل في موقع العربية نت بوظيفة محررة أخبار ثم انتقلت للعمل مذيعة بقناة العربية، قدمت أحوال الطقس على مدى عامين وشاركت بتقديم برنامج صباح العربية ودراما رمضان، إضافة إلى عملها صحفية في غرفة الأخبار.
انتقلت بعدها لتطل كوجه إخباري من قناة سكاي نيوز عربية منذ انطلاقها عام 2012

## حياتها الشخصية
هي من مدينة اللاذقية السورية وهي الحفيدة الكبرى من جهة الأم للمفكر العربي عبد الرحمن الكواكبي.